# Adonisea megarena
Adonisea megarena là một loài bướm đêm trong họ Noctuidae.